# Nebalia schizophthalma
Nebalia schizophthalma är en kräftdjursart som beskrevs av Haney, Hessler och Martin 200. Nebalia schizophthalma ingår i släktet Nebalia och familjen Nebaliidae. Inga underarter finns listade i Catalogue of Life.